# Derby di Livorno

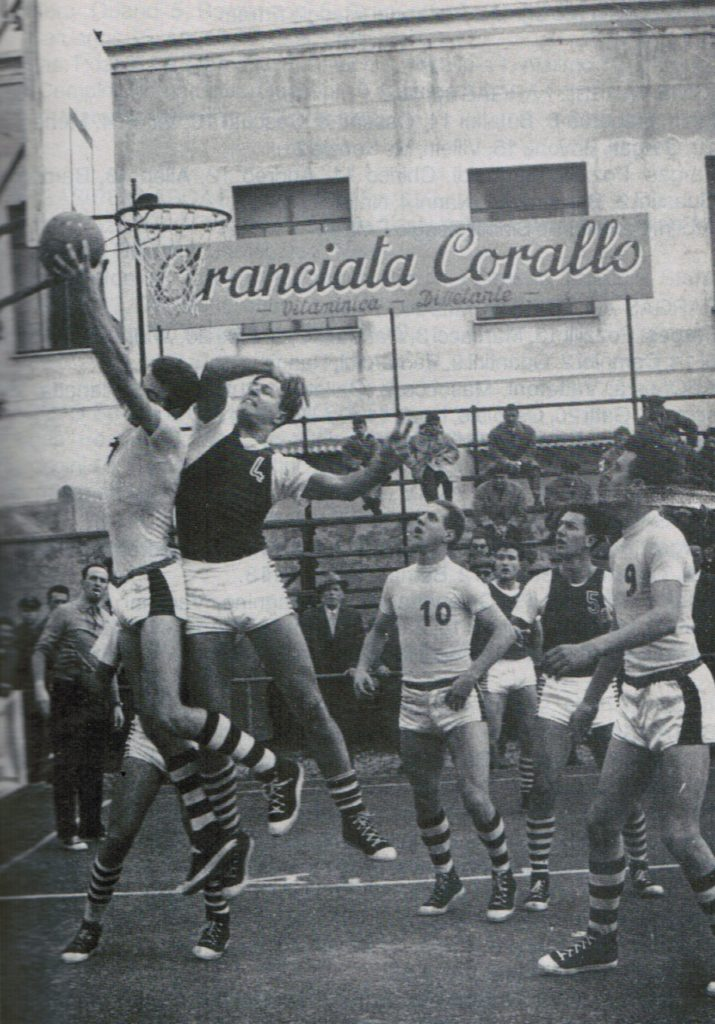
Un derby tra Pallacanestro Livorno e Libertas Livorno del 1956.

Il derby di Livorno è la stracittadina che vede contrapposte le due principali squadre di pallacanestro del capoluogo toscano, la Libertas Livorno e la Pielle Livorno. Per l'importanza storica delle due società e l'accesa rivalità si tratta di una delle sfide più famose d'Italia.

## Storia

### Gli esordi
I primi confronti fra PL e Libertas avvennero in due gare disputate nel campionato di Serie A 1956-1957: nella stagione precedente la formazione libertassina si era aggiudicata il quarto posto mentre la compagine piellina era reduce dalla retrocessione dal massimo campionato di Elette. A quel tempo la squadra biancoazzurra gareggiava con un roster formato in gran parte proprio da giocatori fuoriusciti dalla Libertas Livorno.. Questi primi due incontri videro prevalere la PL sui rivali in entrambe le gare.
Negli anni sessanta e settanta invece gli incontri furono più a favore della compagine libertassina. Ciò che cambiò radicalmente il volto di questo derby avvenne durante la stagione 1978/79. Infatti fino a quel momento tra le due compagini non si segnalava una vera e propria rivalità se non solamente dal punto di vista agonistico. Nella penultima giornata del campionato la PL giocava in casa e con una vittoria e la contemporanea sconfitta di Chieti, contro proprio i cugini della Libertas appaiata al secondo posto, si sarebbe garantita la vittoria del campionato. Sul finale di primo tempo entrambe le squadre sembravano veleggiare verso due tranquille vittorie ma nel secondo tempo successe qualcosa di incomprensibile: la Libertas avanti di 24 punti a fine primo tempo, rientrò dagli spogliatoi sostituendo il quintetto titolare con giovani riserve. Questo cambio fece subire ben 72 punti nel secondo tempo, in un momento storico in cui il tiro da 3 non era ancora stato introdotto ed il limite del possesso palla era di 30 secondi anziché 24, perdendo così per 91-77. In città infuriò la polemica e tra le due compagini da quel quel momento in poi cambiò tutto. Tra i tifosi labronici o eri della PL o della Libertas, non c'erano più vie di mezzo. 
La Pallacanestro Livorno perse poi lo scontro diretto proprio contro Chieti dovendo rimandare la promozione in Serie A2 all'anno successivo. Questo episodio ancora oggi è fonte di accesi dibattiti tra gli sportivi livornesi in quanto, se pur con qualche indiscrezione, non è stato ancora chiarito il perché la Libertas schierò nel secondo tempo le riserve perdendo (almeno all'apparenza) praticamente di proposito.

### Gli anni '80 e le sfide in Serie A1

Da sinistra: i cestisti Wendell Alexis (Libertas Livorno) e Rafael Addison (Pallacanestro Livorno) in un derby di Livorno del 1989.

Con gli anni ottanta arrivano le prime sfide nei campionati nazionali di Serie A2 ma soprattutto di Serie A1 dal 1986 al 1989. Insieme al Derby di Bologna, quello di Livorno diventa un evento cult della pallacanestro e dello sport nazionale.
I roster di quegli anni possono vantare giocatori passati poi alla storia della pallacanestro cittadina e nazionale come Wendell Alexis, Rafael Addison, Alessandro Fantozzi, Alberto Tonut, Matteo Lanza e molti altri ancora.
Nella stagione 1986-1987 si decide uno dei derby che passeranno alla storia del basket cittadino per il risultato clamoroso di 119-80 per la Libertas Livorno che decreta così  lo scarto più importante registrato fino a quel momento. Questo risultato verrà ribattezzato dai tifosi Libertas come "+39" ancora oggi sfoggiato con ironia nei confronti dei cugini piellini.
Il picco massimo della pallacanestro livornese giunge nella stagione 1988-1989 con la celebre finale scudetto tra Enichem Livorno e Philips Milano, che premia di un solo punto la compagine milanese dopo un discusso canestro non convalidato a fil di sirena al giocatore livornese Andrea Forti. Per quasi un'ora il PalaMacchia è stato sul tetto d'Italia, con tanto di proclama su tutte le reti nazionali. Purtroppo il canestro arrivò a tempo scaduto e durante i festeggiamenti non venne convalidato dagli arbitri consegnando il tricolore a Milano.
Questo evento destò così tanto scalpore dal far introdurre i decimi di secondo nei tabelloni delle gare di pallacanestro che, fino a quel momento, ne erano sprovvisti.

### La fine dei successi
Con la finale scudetto persa dalla Libertas iniziò un lento ed inesorabile declino della pallacanestro livornese: nella stessa stagione della finale scudetto si registra la contemporanea retrocessione in Serie A2 per la Allibert Livorno che abbandona definitivamente il massimo campionato nazionale.
Nella stagione successiva si registra un derby di Coppa Italia tra Pallacanestro Livorno e Enichem Livorno ultimo confronto in cui almeno una delle due compagini militava nella massima serie. Pur nella differenza di categoria la Pallacanestro Livorno riuscì a superare i cugini giallo-blu sia all'andata che al ritorno, garantendosi il passaggio del turno.
Con la stagione 1990-1991 infatti avviene quella che ancora oggi viene vissuta in città come la fine degli anni d'oro: arriva la fusione tra PL e Libertas, denominata Libertas Pallacanestro Livorno ed iscritta al campionato di Serie A1 con colori sociali amaranto. L'intento fu quello di unire le forze per cercare di tornare ai massimi vertici del campionato nazionale di Serie A1 ma in realtà fu solo il primo tassello dell'inizio del fallimento. Infatti entrambe le tifoserie sembrarono non digerire mai del tutto questa scelta societaria, tanto che ancora oggi se ne parla con amara delusione. La compagine amaranto milita in Serie A1 fino alla stagione 1993-1994, quando prima avviene la retrocessione in Serie A2 e successivamente la dichiarazione di fallimento con conseguente esclusione dai campionati nazionali.  
A seguito del fallimento del progetto di fusione, da una parte viene ricostituita la decaduta Pallacanestro Livorno ripartendo dal campionato di Serie D, dall'altra raccoglie l'eredità la società Libertas Liburnia Livorno, nata inizialmente solo come settore giovanile ma, di fatto, rimasta unica esponente del mondo Libertas. A partire dal 2004 infatti la società si iscrive al campionato di Serie D: fino a quel momento infatti la Liburnia aveva partecipato soltanto a campionati giovanili. 
In contemporanea alla ripartenza nelle minors delle due società, la palla a spicchi livornese torna agli onori della cronaca nazionale con il progetto Basket Livorno, che nei primi anni 2000 riporta una squadra labronica in Serie A1. 

### Il ritorno
Dopo molti anni passati tra nuovi fallimenti e ripartenze nelle serie dilettantistiche, il derby livornese torna a far parlare di sé per una finale play-off di Serie C Gold nel 2017. Infatti le due compagini Pielle Livorno (rinominata così dopo la rifondazione nel 2000) e Libertas Liburnia Livorno si sfidano per un posto nel campionato di Serie B 2017-2018. La compagine libertassina pur essendo arrivata molto distante in regular season dai cugini bianco-azzurri riesce a sbancare la serie con un netto 3-0. Purtroppo la stagione successiva segna l'inizio di uno dei punti più bassi della pallacanestro giallo-blu con zero vittorie e doppia retrocessione prima in Serie C Gold e successivamente in Serie C Silver nella stagione 2018-2019. Proprio nella Serie C Gold 2018-2019 arriva il pareggio sul famoso "+39" del 1987, vedendo la Pielle battere per 99-60 i cugini della Libertas Liburnia.
A seguito di questa débâcle sportiva, una frangia di esponenti libertassini decidono di rifondare la Libertas Livorno che fu un tempo la Enichem Livorno della celebre finale scudetto. Dalla fusione tra due società di pallacanestro giovanile Invictus Livorno e Meloria Basket 2000 rinasce così la Polisportiva Libertas Livorno con colori sociali amaranto. La Libertas Liburnia infatti, pur avendo convogliato fino a quel momento la tifoseria e gli storici libertassini, aveva colmato un vuoto di una società che, di fatto, dopo la fusione con la PL non era più stata rifondata.
La rediviva Polisportiva Libertas Livorno riparte così dal campionato di Serie C Silver 2019-2020, andando a competere proprio con gli ex compagni della Libertas Liburnia e dando vita ad un incredibile quanto inedito derby tra compagini libertassine.
Nella stagione 2020-2021 però la Polisportiva Libertas Livorno acquisisce il titolo sportivo della Stella Azzurra Roma: si iscrive così al campionato nazionale di Serie B ed al termine della stagione perde un'incredibile finale play-off per accedere alla Serie A2. Nel frattempo in quella stagione la Pielle Livorno vince il campionato  di Serie C Gold accedendo così anch'essa al campionato di Serie B. In città è di nuovo febbre di derby.
Tra il 2021 ed il 2024 infatti le due squadre tornano a dare vita ad una delle stracittadine più chiacchierate tornando agli onori della cronaca nazionale e registrando il tutto esaurito (oltre 8000 spettatori) nello scenario del Modigliani Forum di Livorno. 
In questo arco di tempo le due compagini riescono ad ottenere ottimi risultati sul campo tra cui la promozione in Serie A2 della Libertas Livorno nella stagione 2023-2024 di Serie B Nazionale e la vittoria della Supercoppa LNP di Serie B da parte della Pielle Livorno sempre nella stessa stagione.

## Risultati
| Nº | Data              | Luogo                           | Competizione                                   | Incontro                                                         | Risultato |
| -- | ----------------- | ------------------------------- | ---------------------------------------------- | ---------------------------------------------------------------- | --------- |
| 1  | 1956              | Sconosciuto, Livorno            | Serie A 1956-1967                              | Libertas Livorno - Pallacanestro Livorno                         | 64-69     |
| 2  | 1957              | Sconosciuto, Livorno            | Serie A 1956-1957                              | Pallacanestro Livorno - Libertas Livorno                         | 55-40     |
| 3  | 1965              | Palazzetto dello Sport, Livorno | Serie B 1965-1966                              | Portuale Livorno - Libertas Livorno                              | 56-59     |
| 4  | 1966              | Palazzetto dello Sport, Livorno | Serie B 1965-1966                              | Libertas Livorno - Portuale Livorno                              | 81-61     |
| 5  | 8 dicembre 1968   | PalaCosmelli, Livorno           | Serie B 1968-1969                              | Fargas Livorno - Pallacanestro Livorno                           | 61-54     |
| 6  | 9 marzo 1969      | PalaCosmelli, Livorno           | Serie B 1968-1969                              | Pallacanestro Livorno - Fargas Livorno                           | 46-89     |
| 7  | 15 ottobre 1972   | PalaCosmelli, Livorno           | Serie B 1972-1973                              | Libertas Livorno - Toncelli Livorno                              | 60-55     |
| 8  | 14 gennaio 1973   | PalaCosmelli, Livorno           | Serie B 1972-1973                              | Toncelli Livorno - Libertas Livorno                              | 79-69     |
| 9  | 1973              | PalaCosmelli, Livorno           | Serie B 1973-1974                              | Libertas Livorno - Toncelli Livorno                              | 70-63     |
| 10 | 1974              | PalaCosmelli, Livorno           | Serie B 1973-1974                              | Toncelli Livorno - Libertas Livorno                              | 58-56     |
| 11 | 1974              | PalaCosmelli, Livorno           | Serie B 1974-1975                              | Pallacanestro Livorno - Barcas Libertas Livorno                  | 88-54     |
| 12 | 1974              | PalaCosmelli, Livorno           | Serie B 1974-1975                              | Barcas Libertas Livorno - Pallacanestro Livorno                  | 76-74     |
| 13 | 1975              | PalaCosmelli, Livorno           | Serie B 1974-1975                              | Barcas Libertas Livorno - Pallacanestro Livorno                  | 74-72     |
| 14 | 1975              | PalaCosmelli, Livorno           | Serie B 1974-1975                              | Pallacanestro Livorno - Barcas Libertas Livorno                  | 60-63     |
| 15 | 1975              | PalaCosmelli, Livorno           | Serie B 1975-1976                              | Barcas Libertas Livorno - Pallacanestro Livorno                  | 92-90     |
| 16 | 1975              | PalaCosmelli, Livorno           | Serie B 1975-1976                              | Pallacanestro Livorno - Barcas Libertas Livorno                  | 85-83     |
| 17 | 1976              | PalaCosmelli, Livorno           | Serie B 1975-1976                              | Barcas Libertas Livorno - Pallacanestro Livorno                  | 76-74     |
| 18 | 1976              | PalaCosmelli, Livorno           | Serie B 1975-1976                              | Pallacanestro Livorno - Barcas Libertas Livorno                  | 75-85     |
| 19 | 1976              | PalaMacchia, Livorno            | Serie B 1976-1977                              | Pallacanestro Livorno - Barcas Libertas Livorno                  | 81-85     |
| 20 | 1976              | PalaMacchia, Livorno            | Serie B 1976-1977                              | Barcas Libertas Livorno - Pallacanestro Livorno                  | 83-75     |
| 21 | 1976              | PalaMacchia, Livorno            | Serie B 1977-1978                              | Libertas Livorno - Pallacanestro Livorno                         | 73-71     |
| 22 | 1976              | PalaMacchia, Livorno            | Serie B 1977-1978                              | Pallacanestro Livorno - Libertas Livorno                         | 77-71     |
| 23 | 1977              | PalaMacchia, Livorno            | Serie B 1977-1978                              | Pallacanestro Livorno - Libertas Livorno                         | 86-80     |
| 24 | 1977              | PalaMacchia, Livorno            | Serie B 1977-1978                              | Libertas Livorno - Pallacanestro Livorno                         | 68-76     |
| 25 | 1977              | PalaMacchia, Livorno            | Serie B 1978-1979                              | Magniflex Pallacanestro Livorno - Libertas Livorno               | 96-80     |
| 26 | 1977              | PalaMacchia, Livorno            | Serie B 1978-1979                              | Libertas Livorno - Magniflex Pallacanestro Livorno               | 74-70     |
| 27 | 1978              | PalaMacchia, Livorno            | Serie B 1978-1979                              | Libertas Livorno - Magniflex Pallacanestro Livorno               | 67-75     |
| 28 | 1978              | PalaMacchia, Livorno            | Serie B 1978-1979                              | Magniflex Pallacanestro Livorno - Libertas Livorno               | 85-36     |
| 29 | 1978              | PalaMacchia, Livorno            | Serie B 1979-1980                              | Libertas Livorno - Leone Mare Pallacanestro Livorno              | 66-65     |
| 30 | 1978              | PalaMacchia, Livorno            | Serie B 1979-1980                              | Leone Mare Pallacanestro Livorno - Libertas Livorno              | 73-66     |
| 31 | 1979              | PalaMacchia, Livorno            | Serie B 1979-1980                              | Leone Mare Pallacanestro Livorno - Libertas Livorno              | 101-65    |
| 31 | 1979              | PalaMacchia, Livorno            | Serie B 1979-1980                              | Libertas Livorno - Leone Mare Pallacanestro Livorno              | 75-78     |
| 32 | 1981              | PalaMacchia, Livorno            | Serie B 1981-1982                              | Rapident Pallacanestro Livorno - Libertas Livorno                | 76-77     |
| 33 | 1982              | PalaMacchia, Livorno            | Serie B 1981-1982                              | Libertas Livorno - Rapident Pallacanestro Livorno                | 71-72     |
| 34 | 1983              | PalaMacchia, Livorno            | Coppa Italia 1983-1984                         | Rapident Pallacanestro Livorno - Peroni Libertas Livorno         | 82-86     |
| 35 | 1983              | PalaMacchia, Livorno            | Coppa Italia 1983-1984                         | Libertas Livorno - Rapident Pallacanestro Livorno                | 79-83     |
| 36 | 1986              | PalaMacchia, Livorno            | Coppa Italia 1986-1987                         | Boston Enichem Libertas Livorno - Allibert Pallacanestro Livorno | 86-78     |
| 37 | 1986              | PalaMacchia, Livorno            | Serie A1 1986-1987                             | Allibert Pallacanestro Livorno - Boston Enichem Libertas Livorno | 67-93     |
| 38 | 1987              | PalaMacchia, Livorno            | Serie A1 1986-1987                             | Boston Enichem Libertas Livorno - Allibert Pallacanestro Livorno | 119-80    |
| 39 | 1987              | PalaMacchia, Livorno            | Serie A1 1987-1988                             | Enichem Libertas Livorno - Allibert Pallacanestro Livorno        | 94-90     |
| 40 | 1988              | PalaMacchia, Livorno            | Serie A1 1987-1988                             | Allibert Pallacanestro Livorno - Boston Enichem Libertas Livorno | 82-77     |
| 41 | 1988              | PalaMacchia, Livorno            | Coppa Italia 1987-1988                         | Enichem Libertas Livorno - Allibert Pallacanestro Livorno        | 120-97    |
| 42 | 1988              | PalaMacchia, Livorno            | Serie A1 1988-1989                             | Enichem Libertas Livorno - Allibert Pallacanestro Livorno        | 111-84    |
| 43 | 1989              | PalaMacchia, Livorno            | Serie A1 1988-1989                             | Allibert Pallacanestro Livorno - Boston Enichem Libertas Livorno | 93-85     |
| 44 | 1989              | PalaMacchia, Livorno            | Coppa Italia 1989-1990                         | Pallacanestro Livorno - Enimont Libertas Livorno                 | 75-67     |
| 45 | 1990              | PalaMacchia, Livorno            | Coppa Italia 1989-1990                         | Enimont Libertas Livorno - Pallacanestro Livorno                 | 90-91     |
| 46 | 2015              | PalaMacchia, Livorno            | Coppa Toscana 2015                             | Libertas Libunia Livorno* - Pielle Livorno                       | 62-48     |
| 47 | 2016              | Modigliani Forum, Livorno       | Serie C Silver 2015-2016                       | Pielle Livorno - Libertas Libunia Livorno*                       | 52-66     |
| 48 | 2016              | Modigliani Forum, Livorno       | Serie C Silver 2015-2016                       | Libertas Libunia Livorno* - Pielle Livorno                       | 65-78     |
| 49 | 2016              | PalaMacchia, Livorno            | Serie C Gold 2016-2017                         | Libertas Libunia Livorno* - Pielle Livorno                       | 53-67     |
| 50 | 2017              | PalaMacchia, Livorno            | Serie C Gold 2016-2017                         | Pielle Livorno - Libertas Libunia Livorno*                       | 67-73     |
| 51 | 2017              | PalaMacchia, Livorno            | Finali Playoff - Gara 1 Serie C Gold 2016-2017 | Pielle Livorno - Libertas Libunia Livorno*                       | 54-62     |
| 52 | 2017              | PalaMacchia, Livorno            | Finali Playoff - Gara 2 Serie C Gold 2016-2017 | Pielle Livorno - Libertas Libunia Livorno*                       | 53-54     |
| 53 | 2017              | PalaMacchia, Livorno            | Finali Playoff - Gara 3 Serie C Gold 2016-2017 | Libertas Libunia Livorno* - Pielle Livorno                       | 61-58     |
| 54 | 23 dicembre 2018  | PalaMacchia, Livorno            | Serie C Gold 2018-2019                         | Pielle Livorno - Libertas Libunia Livorno*                       | 99-60     |
| 55 | 6 aprile 2019     | PalaMacchia, Livorno            | Serie C Gold 2018-2019                         | Libertas Libunia Livorno* - Pielle Livorno                       | 58-76     |
| 56 | 12 settembre 2021 | Modigliani Forum, Livorno       | Supercoppa LNP di Serie B 2021                 | Libertas Livorno - Pielle Livorno                                | 60-70     |
| 57 | 3 febbraio 2022   | Modigliani Forum, Livorno       | Serie B 2021-2022                              | Libertas Livorno - Pielle Livorno                                | 66-90     |
| 58 | 30 aprile 2022    | Modigliani Forum, Livorno       | Serie B 2021-2022                              | Pielle Livorno - Libertas Livorno                                | 67-70     |
| 59 | 10 settembre 2022 | Modigliani Forum, Livorno       | Supercoppa LNP di Serie B 2022                 | Libertas Livorno - Pielle Livorno                                | 68-62     |
| 60 | 8 dicembre 2022   | Modigliani Forum, Livorno       | Serie B 2022-2023                              | Pielle Livorno - Libertas Livorno                                | 61-59     |
| 61 | 5 aprile 2023     | Modigliani Forum, Livorno       | Serie B 2022-2023                              | Libertas Livorno - Pielle Livorno                                | 72-56     |
| 62 | 9 settembre 2023  | Modigliani Forum, Livorno       | Supercoppa LNP di Serie B 2023                 | Libertas Livorno - Pielle Livorno                                | 81-103    |
| 63 | 7 gennaio 2024    | Modigliani Forum, Livorno       | Serie B Nazionale 2023-2024                    | Pielle Livorno - Libertas Livorno                                | 77-80     |
| 64 | 21 aprile 2024    | Modigliani Forum, Livorno       | Serie B Nazionale 2023-2024                    | Libertas Livorno - Pielle Livorno                                | 76-52     |

*Tra il 2004 ed il 2019 la Libertas Liburnia Livorno è stata di fatto l'unica compagine libertassina ufficiale

## Tifoserie a confronto
Storicamente, i tifosi della Libertas sono stati accostati alle sfere borghesi e più abbienti della città: per questo motivo il tifo si è sempre considerato un po' elitario ed esigente in termini di risultati sportivi. I sostenitori piellini invece, sono originariamente stati più vicini ai ceti più popolari, soprattutto alla luce del passato operaio proveniente dalle origini portuali della Pallacanestro Livorno. Questi ultimi, soprattutto dopo i fatti di Chieti, cercarono sin da subito di superare i rivali nella passione per la propria squadra.

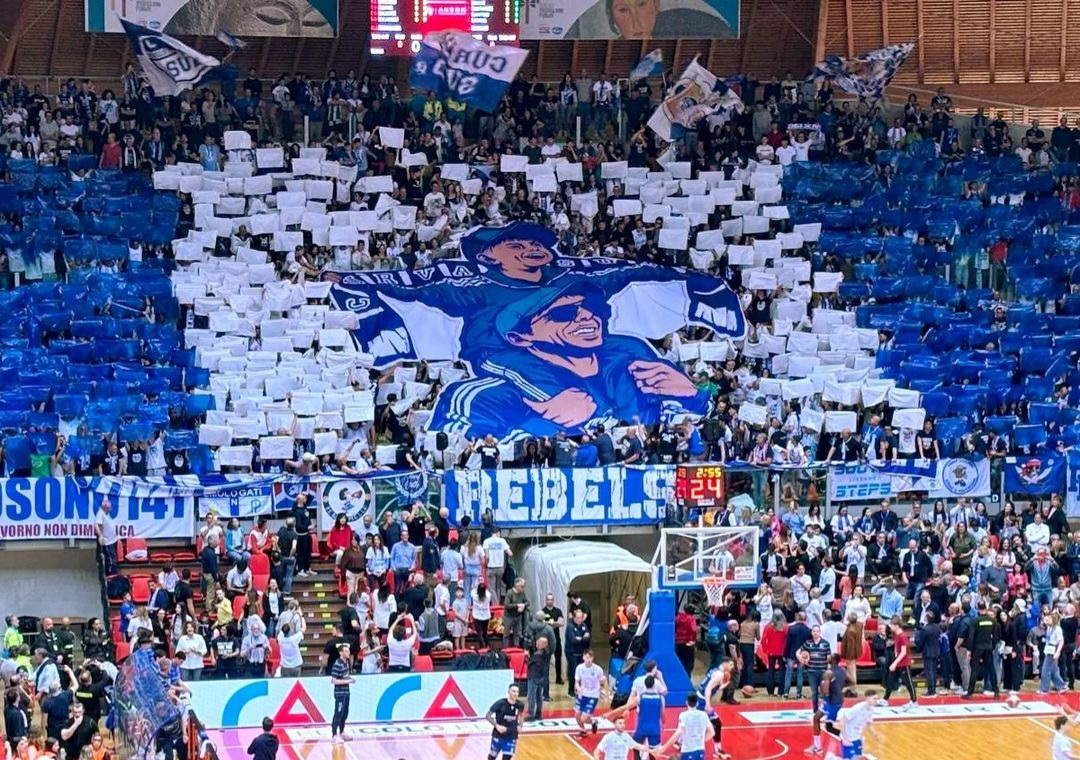
Il Modigliani Forum di Livorno in occasione del Derby di Serie B Nazionale tra Pielle e Libertas Livorno: qui è raffigurato il settore dei tifosi Pielle.

Questa differenziazione si è poi tradotta anche in ragioni pratiche ed economiche: generalmente assistere agli incontri della Libertas era più costoso; la PL invece generalmente offriva biglietti più economici e accessibili.
Nel 1985 un gruppo di tifosi della PL fondò il primo gruppo ultras della pallacanestro livornese, i Rebels Bianco Azzurri, che da allora è divenuta l'anima del tifo piellino. Nel 1987 arrivò la risposta dei tifosi della Libertas con la nascita degli Sbandati. Ad ogni modo, i piellini hanno sempre rivendicato il loro maggiore attaccamento alla squadra, nonché la capacità di coinvolgere tutto il palazzetto quando si tratta di incitare i propri giocatori. La Libertas, da parte sua, ha sempre fondato i propri successi sull'ingente apporto economico della società che di pari passo è sempre stato supportato da biglietti ed abbonamenti sottoscritti dai tifosi. 
Con la rifondazione di entrambe le società e dopo quasi trent'anni dai trascorsi in Serie A1, gran parte di queste differenze si sono progressivamente appianate.

## Eredità ed altri derby

### Basket Livorno

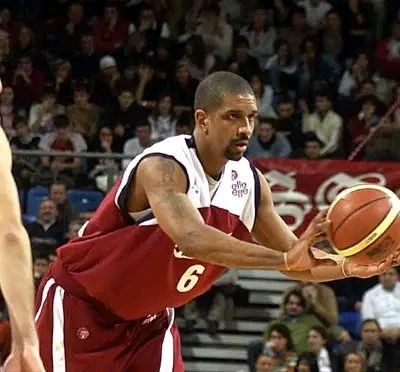
Preston Shumpert con la maglia del Basket Livorno.

Oltre alle due più note società di pallacanestro, nel corso degli anni nella città labronica si sono avvicendate nei campionati nazionali e nelle serie minori anche altre realtà sportive, tra cui la più nota senza dubbio è quella del Basket Livorno.
A metà anni '90, dopo il fallimento del progetto Libertas Pallacanestro Livorno (fusione tra Pielle e Libertas) la squadra cittadina che è salita agli onori della cronaca grazie ai successi in Serie A2 e la partecipazione a vari campionati di Serie A1 è stata proprio il Basket Livorno. Durante quegli anni, per ovvie ragioni, non ci sono stati derby di alcun tipo e dunque l'attenzione principale per la palla a spicchi livornese è stata, di fatto, totalmente riversata lì. 
Nonostante questo però, il pubblico livornese ha sempre guardato a questo progetto sportivo con occhi diversi: infatti, pur essendo nata dal gruppo sportivo del Don Bosco Livorno su idea dei vecchi vertici Libertas, non ha mai raccolto in pieno il consenso delle tifoserie di ambo le parti rimaste "orfane" delle vecchie squadre. Molti appassionati infatti hanno preferito continuare a seguire gli avvicendamenti sportivi delle rifondazioni delle vecchie compagini nelle serie minori piuttosto che la squadra amaranto in Serie A1.

### Altri derby
Con lo scioglimento del progetto Basket Livorno nel 2009, per alcuni anni la città è rimasta sprovvista di squadre militanti in campionati nazionali: soltanto negli anni 2020 la città è tornata a calcare campi di  Serie A2 e Serie B Nazionale grazie al ritorno sulla scena, per l'appunto, di Libertas e Pielle. 

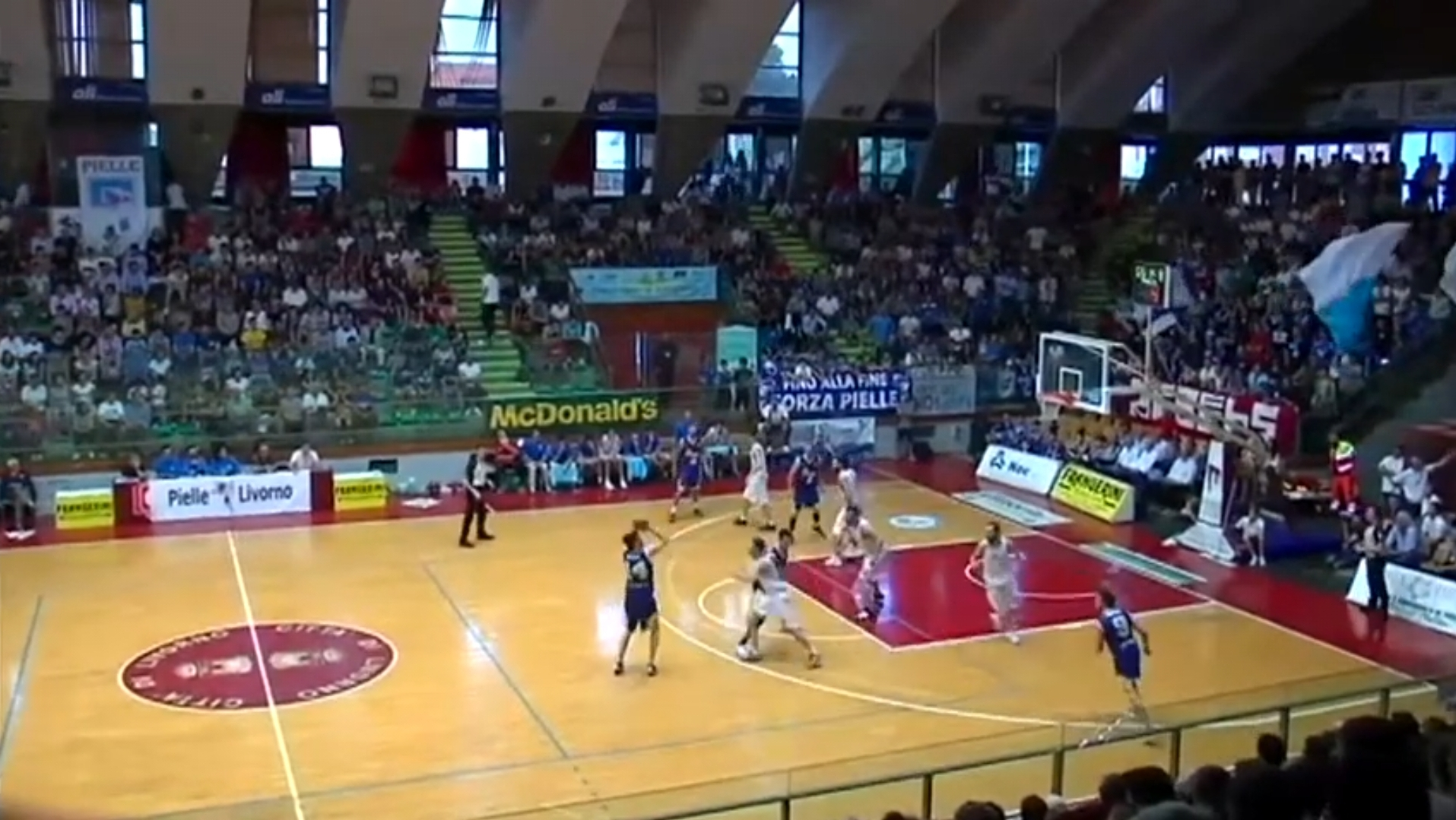
Gara 1 Finale Playoff di Serie C Gold Toscana 2017 al PalaMacchia tra Pielle Livorno e Libertas Liburnia.

Durante questo periodo di tempo nelle serie minori si sono viste avvicendarsi numerose stracittadine tra le diverse rappresentanze labroniche. Quella senza dubbio più nota è la finale play-off di Serie C Gold del 2017 per la promozione in Serie B: a sfidarsi furono proprio Pielle Livorno e Libertas Liburnia con serie vinta da quest'ultima per 3-0. Nonostante fosse una sfida tra minors, la partita ebbe un riscontro di pubblico importante tale da riempire il PalaMacchia come ai vecchi tempi ed arrivando agli onori della cronaca di livello nazionale.  

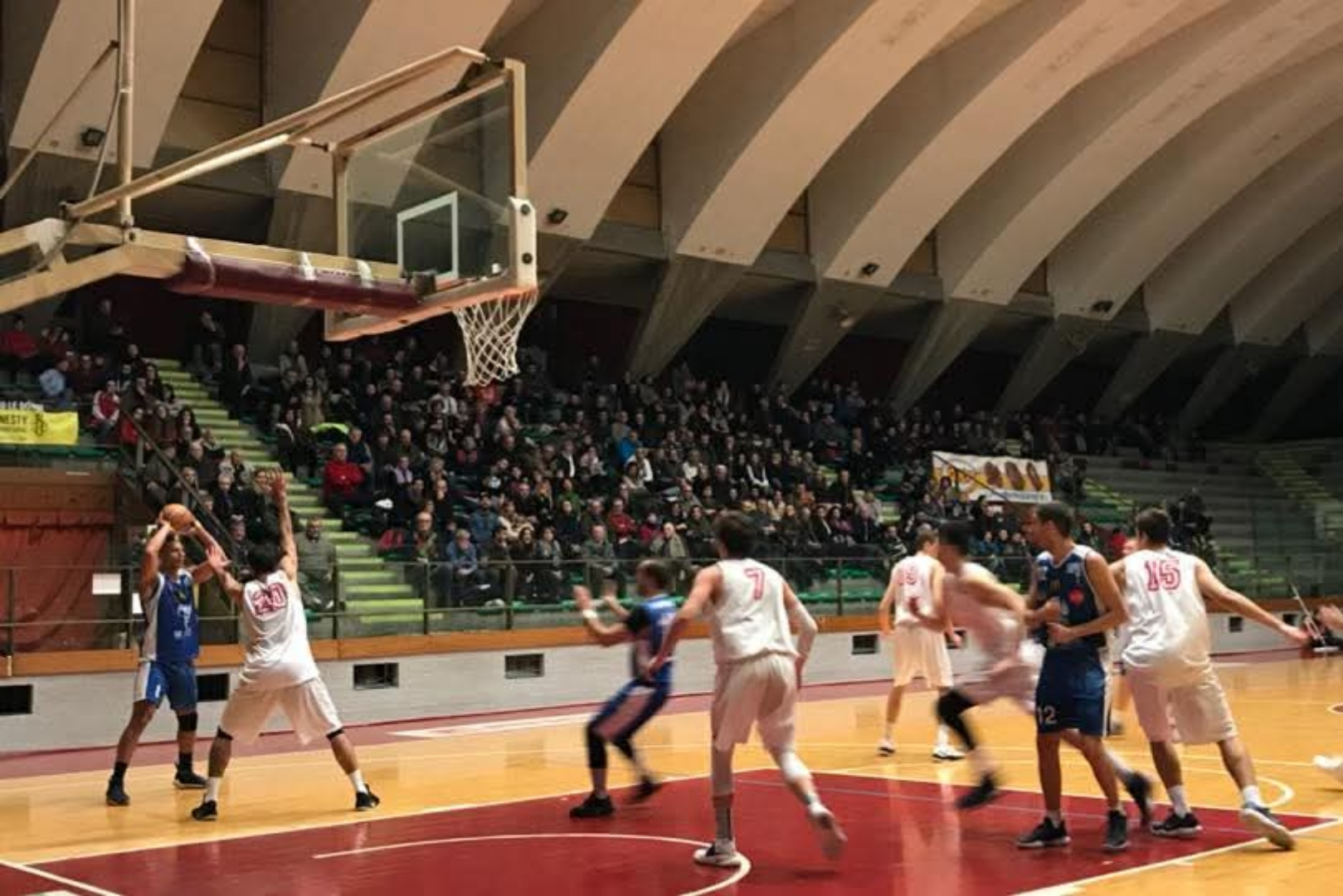
Derby di Serie C Gold Toscana 2018 al PalaMacchia tra Pielle Livorno e Pallacanestro Don Bosco Livorno.

Tra il 2016 e 2019 di Serie C Gold Toscana si sono registrate stagioni con ben sei derby tra Pielle Livorno, Libertas Liburnia e Pallacanestro Don Bosco Livorno.    
Da segnalare inoltre il derby tra le due compagini libertassine nella stagione di Serie C Silver Toscana 2019-2020. Infatti, a seguito della rifondazione nel 2019 della Libertas Livorno 1947 (ripartita proprio dalla Serie C Silver) e con la contemporanea retrocessione dalla Serie C Gold nella stagione precedente della Libertas Liburnia, in quella stagione si venne a giocare un inedito quanto incredibile incontro tra le due omonime compagini: il risultato sia la partita di andata che quella di ritorno fu a favore dai cugini della Libertas Livorno 1947.    
Attualmente nelle serie minori militano anche altre compagini livornesi di cui una delle più note è la società U.S. Livorno Basket legata alla Pielle Livorno dal 2023 per il settore giovanile.